# Rickmansworth (stanice metra v Londýně)
Rickmansworth je stanice metra v Londýně, otevřená 1. září 1887. Od 8. července 1889 vlaky nejezdily jen do Amersham, ale i do Chesham. Autobusové spojení zajišťují linky: 724, 320, 324, 336, R1, W1, X336 a 41. Stanice se nachází v přepravní zóně 7 a leží na lince:
- Metropolitan Line mezi stanicemi Chorleywood a Moor Park.
- National Rail

| Rok  | Počet cestujících |
| ---- | ----------------- |
| 2011 | 2,03 mil          |
| 2012 | 2,17 mil          |
| 2013 | 2,24 mil          |
| 2014 | 2,42 mil          |